# 인천광역시도시철도건설본부
인천광역시 도시철도건설본부(仁川廣域市 都市鐵道建設本部)는 인천광역시 내의 도시 철도 건설 사업을 담당하기 위해 인천광역시청 산하에 설치된 사업소이다.
본부장은 지방부이사관으로 보한다.

## 연혁
- 1991년 12월 16일: 인천직할시 지하철건설단 설치
- 1992년 6월 30일: 인천직할시 지하철건설본부로 확대
- 1995년 1월 1일: 인천광역시 지하철건설본부로 변경
- 1999년 11월 1일: 인천광역시 도시철도건설단으로 격하
- 2004년 6월 4일: 인천광역시 도시철도건설본부로 확대

## 조직
- 안전관리실
- 관리부
- 공사시설부
- 기전부